# Škoda 422
Škoda 422 − tylnonapędowy samochód osobowy marki Škoda produkowany w latach 1930–1932 w wersjach nadwoziowych coupé, kabriolet, landaulet, phaeton, roadster i dwu- i czterodrzwiowy sedan. Ogółem wytworzono 3435 egzemplarzy tego modelu.

## Szczegółowe dane techniczne
- Silnik
  - Pojemność skokowa: 1195 cm³
  - Średnica cylindra x skok tłoka: 65 x 90 mm
  - Stopień sprężania: 5,5
  - Moc maksymalna: 22 KM (16 kW) przy 2800 obr./min
- Wymiary i masy
  - Rozstaw osi: 2600 mm
  - Rozstaw kół przednich: 1300 mm
  - Rozstaw kół tylnych: 1300 mm
  - Masa własna:
  - DMC: 950 kg (1000 kg  - wersja z roku 1931)
- Osiągi
  - Prędkość maksymalna: 75 km/h
  - Zużycie paliwa: 9 l /100 km